# 小維梅式教練機
小維梅教練機（Vickers VIM，Vickers Instructional Machine，直譯維克斯教練機）是英國維克斯公司為了中華民國訂單而製造的雙翼教練機，共生產35架，訂單在1920年生產完成。它採用了皇家飛機工廠E.F.2d型機的庫存零件與多餘勞斯萊斯鷹式發動機組合，取消武器，並配備了重新設計的座艙設計，該座艙設有雙重控制裝置，可使飛行教官與學官皆可操作飛機。
與1910年代初期完成的原型相較，勞斯萊斯引擎提供的出力較舊引擎翻倍，雖然飛機總重增加，仍然有更好的飛行數據。
此批小維梅機原為北京國民政府為南苑航空學校所採購，但因決定進行此批飛機採購的前中華民國國務總理段祺瑞在直皖戰爭遭到其他派系軍閥所擊敗失去執政權，使得南苑航校的資產遭到奉系軍閥與直系軍閥瓜分，此批飛機後分散在東三省航空學校、保定航空學校等地。在軍閥戰爭期間，小維梅機雖然沒有武器，但仍可作為偵查機為軍隊進行非戰鬥勤務，至1930年代初期仍有使用紀錄，實際除役時間不明。